# Kraftloserklärung (Deutschland)
Als Kraftloserklärung (veraltet Amortisation oder Kassation) bezeichnet man im Wertpapierrecht und dem Recht der freiwilligen Gerichtsbarkeit Deutschlands die Feststellung der Ungültigkeit einer Urkunde oder eines anderen Gegenstandes durch eine dazu befugte Institution, häufig ein Gericht. Sie steht üblicherweise am Ende eines Aufgebotsverfahrens. Dessen Ausgestaltung regelt jeder Staat gesetzlich.

## Geschichte
Kraftloserklärungen sind schon in früheren Zeiten vorgenommen worden. So existiert in den Wiener Stadtbüchern eine öffentliche Bekanntmachung vom 1. März 1404, dass Urkunden, die das verlorengegangene Siegel des Stadtschreibers Ulrich Herwart tragen, nach Fristablauf ungültig sind. Weiter ist eine erteilte Bestätigung des Herzogs Leopold IV. vom 28. April 1409 zu nennen, dass ein verlorengegangenes Siegel der Brüder Konrad und Wolfgang Potinger, das auf Geldbriefen angebracht worden war, nach deren Fristablauf seine Wirkung verliere.
Die Kraftloserklärung ist seit jeher ein hoheitlicher Akt.

## Beispiele und Anlass

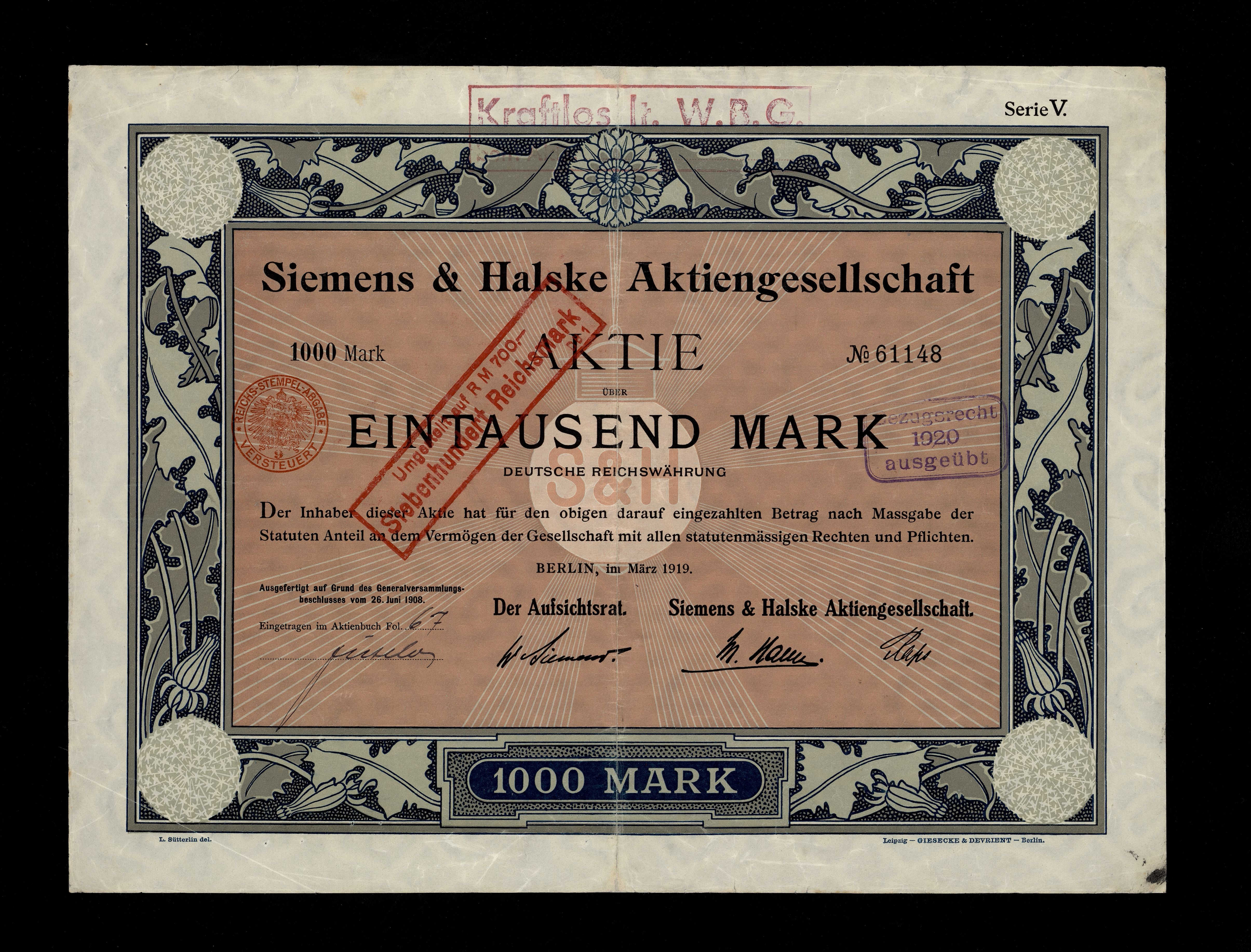
Aktie über 1000 Mark der Siemens & Halske AG vom März 1919 mit Stempelaufdruck "Kraftlos lt. W.B.G"

Ein Anlass zu einer Kraftloserklärung liegt bei Papieren vor, welche dem Berechtigten abhandengekommen, von ihm versehentlich vernichtet oder nicht mehr auffindbar sind. Mit der Kraftloserklärung können die in der Urkunde angegebenen Rechte vom Berechtigten auch ohne Vorlage dieser Urkunde geltend gemacht werden oder, was der Regelfall ist, die Ausstellung einer neuen Urkunde beantragt werden.
Zu solchen Urkunden zählen namentlich effektive Stücke von Wertpapieren (etwa Aktien oder Schuldverschreibungen). Daneben könne auch unauffindbare Spar(kassen)bücher, Versicherungsscheine, Erbscheine, Grundschuldbriefe oder ähnlich wertvolle Urkunden Gegenstand einer Kraftloserklärung sein. Im Zusammenhang mit ihr können Entgelte und Auslagenersatz anfallen.
Zu den Gegenständen, die ohne Aufgebotsverfahren wegen Verlustes oder Unauffindbarkeit für kraftlos erklärt werden, zählen vor allem amtliche Siegel. Verlorene Dienstausweise werden ebenfalls für ungültig erklärt.

## Hintergrund
Ein in einem Papier verbrieftes Recht erlischt nicht mit dem Verlust oder der Vernichtung der Urkunde. Der Berechtigte hat jedoch Schwierigkeiten, seinen Anspruch darzulegen. Eine abhandengekommene Urkunde birgt zudem die Gefahr, dass sich ein unberechtigter Inhaber Vorteile verschaffen könnte und beispielsweise durch Einlösung der Urkunde an Geld kommt. Dem kann durch eine Kraftloserklärung vorgebeugt werden. Mit ihr zerfällt die bisherige Einheit von Recht und Papier. Die vorherige Urkunde verliert, sollte sie später auftauchen, ihre Legitimationswirkung. Ein gutgläubiger Erwerb der in ihr genannten Rechte scheidet nach einer Kraftloserklärung aus.
In Deutschland sind Kraftloserklärungen in erster Linie den Gerichten anvertraut. Aufgebote für die Kraftloserklärung von Urkunden regelt das seit 1. September 2009 geltende Gesetz über das Verfahren in Familiensachen und in den Angelegenheiten der freiwilligen Gerichtsbarkeit (FamFG) in den §§ 466ff. FamFG. Das Gericht fasst nach Ablauf der Aufgebotsfrist einen Ausschließungsbeschluss (§ 478) und erklärt das nicht vorhandene Schriftstück für kraftlos. Der Antragsteller wird dadurch gegenüber dem durch die Urkunde Verpflichteten berechtigt, Rechte aus der Urkunde geltend zu machen.
An das Gericht muss sich unter Umständen auch jemand wenden, dessen Versicherungsschein verschwunden ist. Der Versicherungsnehmer kann vom Versicherer nach § 3 Abs. 3 VVG bei abhandengekommenem oder vernichtetem Papier die Ausstellung einer Ersatzurkunde verlangen. Unterliegt der Versicherungsschein einer Kraftloserklärung, so ist der Versicherer erst nach dessen Kraftloserklärung zur Ausstellung verpflichtet.
In wenigen Spezialfällen existieren weitere Institutionen, die vom Bundes- oder Landesgesetzgeber mit entsprechenden Befugnissen ausgestattet worden sind. Dies gilt etwa für die Sparkassen, die gemäß Landesrecht Sparkassenbücher für kraftlos erklären dürfen. Wenn der etwaige Inhaber eines abhandengekommenen oder in Verlust geratenen Sparkassenbuches während der Aufgebotsfrist keine Ansprüche unter Vorlage der Urkunde geltend macht, beschließt der Vorstand über die Ungültigkeit. Die Entscheidung wird bei für kraftlos erklärten Sparkassenbüchern im Mitteilungsblatt des Instituts bekanntgemacht.
Das Aktiengesetz ermächtigt in § 73 AktG den Vorstand der Aktiengesellschaft unrichtig gewordene Aktien mit gerichtlicher Genehmigung für kraftlos zu erklären. Eine zweite Situation ist die Durchführung der Herabsetzung des Grundkapitals, wenn Aktien durch Umtausch, Abstempelung oder durch ein ähnliches Verfahren zusammengelegt werden. Nach § 226 AktG droht die Kraftloserklärung jenen Aktionären, die trotz Aufforderung ihre Aktien nicht vorlegen.
Schließlich hat in Fällen der Wertpapierbereinigung der deutsche Gesetzgeber das Mittel der Kraftloserklärung selbst angewandt, so im
- Gesetz über die Ablösung öffentlicher Anleihen vom 16. Juli 1925 (RGBl. I 1925, S. 137)
- Gesetz zur Bereinigung des Wertpapierwesens vom 19. August 1949 (WiGBl., S. 295) mit Wirkung ab 1. Oktober 1949
- Art. 11 des Gesetzes über die Entschädigung nach dem Gesetz zur Regelung offener Vermögensfragen und über staatliche Ausgleichsleistungen für Enteignungen auf besatzungsrechtlicher oder besatzungshoheitlicher Grundlage (Entschädigungs- und Ausgleichsgesetz – EALG) vom 27. September 1994 (BGBl. I S. 2624).